# Mina Grott
La Mina Grott en Catalunya es un túnel de casi un kilómetro y medio que se encuentra en la sierra de Collserola, dentro del término municipal de Barcelona, y que conecta el Pantano de Vallvidrera, a 100m. del cual está la boca superior, con la parte baja del barrio de Vallvidrera, cerca de la estación inferior. La boca inferior -abandonada-, está a la izquierda de las vías del Funicular de Vallvidrera, en la drecera (atajo) de Vallvidrera, s/n, bordeando por la izquierda el colegio Montserrat, subiendo las escaleras, a media distancia entre la estación inferior de los ferrocarriles y la "carretera de las aguas".

## Historia

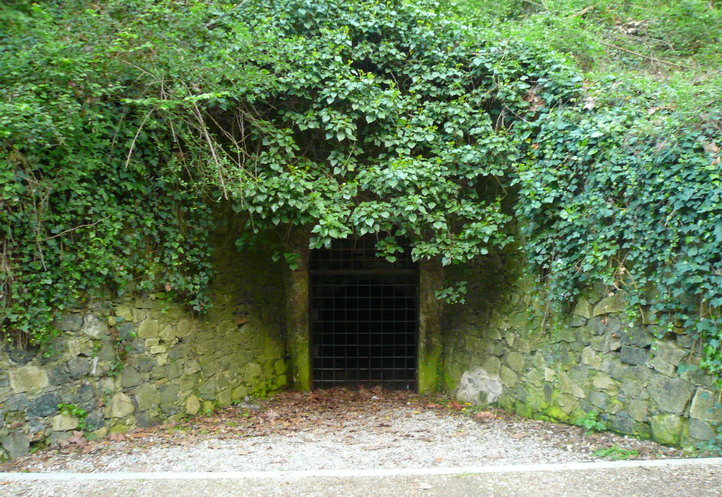
Entrada superior de la Mina Grott. 41.416258,2.097776

Entrada inferior mina Grott. Drecera (atajo) de Vallvidrera, s/n. Barcelona.

Su construcción la realizó la Sociedad Campaña y Cia. en 1855, para llevar agua del Pantano de Vallvidrera hasta el antiguo municipio de Sarrià. En sus primeros años transportaba 400 metros cúbicos de agua. En ese tiempo, la mina fue explotada por una compañía que poco a poco cayó en decadencia.
Poco después, en los inicios del siglo XX, un ingeniero de la compañía de tranvías, Carles F. Montañés, presentó un proyecto que pretendía construir una vía de 60 centímetros y ampliar a su vez la sección del túnel para hacer pasar por él un trenecito destinado a trasladar a los barceloneses que iban a pasar sus ratos de ocio alrededor del pantano, una zona donde estaba previsto la creación de un parque de ocio en Vallvidrera bautizado como «Lake Valley Park». El proyecto aseguraba al mismo tiempo la continuidad del trasvase de agua desde el pantano.
El 13 de junio de 1908 se realizó el viaje inaugural. Se trataba de un vagón eléctrico con capacidad para 36 pasajeros. El túnel estaba iluminado con 80 bombillas de colores. El éxito del tren fue total y cerca de 40.000 personas lo utilizaron durante el breve periodo de tiempo en el que funcionó.
Tanto el parque de atracciones del Tibidabo como la empresa explotadora del tren de Sarrià vieron en este tren un fuerte competidor, y las presiones obligaron a que la instalación dejara de funcionar a principios de 1909. Posteriormente fue utilizado durante un tiempo como transporte de obreros y material en la construcción de los actuales túneles de los Ferrocarriles de la Generalidad de Cataluña hasta su clausura en 1916. Años después, la mina entraría en un estado de casi abandono hasta que las nuevas canalizaciones de agua la rescatarían del olvido para transportar de nuevo agua, aunque esta vez en sentido inverso: desde Barcelona hasta San Cugat del Vallés y Sabadell.
Coordenadas: entrada superior de la Mina Grott. 41.416258,2.097776; inferior: 41,42213ºN,2,17581ºE